# NOB VT 411
De VT 411, ook wel Nichtbundeseigenen Eisenbahnen genoemd, is een diesel treinstel, voor het regionaal personenvervoer van de Nord-Ostsee-Bahn (NOB).

## Geschiedenis
De trein werd tussen 1979 en 1980 door een samenwerking tussen Orenstein & Koppel en Waggon-Union als een vierassige motorwagen geschikt voor eenmansbediening. Deze motorwagen was ook geschikt om een of meer personenwagens of goederenwagens mee te kunnen nemen. Ook werden er bijwagens en wagens met stuurstand gebouwd.
De Nord-Ostsee-Bahn GmbH is 100% dochter van Veolia Transport. Het hoofdkantoor is gevestigd in Kiel.

## Constructie en techniek
Het treinstel is opgebouwd uit een stalen frame. Deze treinstellen kunnen tot drie stuks gecombineerd rijden.

## Treindiensten
Deze treinen worden door Nord-Ostsee-Bahn (NOB) sinds april 2003 ingezet op het volgende traject:
- Niebüll – Tondern *)

Opmerking: Het traject was vroeger onderdeel van de Marschbahn. In het weekend rijden de Arriva-treinen van het type lint op dit traject. 

Vanaf december 2010 tot december 2018 rijden de treinen van Arriva dagelijks.